# Tréflévénez
Tréflévénez (tiếng Breton: Trelevenez) là một xã của tỉnh Finistère, thuộc vùng Bretagne, miền tây bắc Pháp.

## Dân số
Người dân ở Tréflévénez được gọi là Tréflévénéziens.